# کرفس
کَرَفْس (نام علمی: Apium graveolens) گیاهی دوساله و گُل‌دار از خانوادهٔ چتریان است. این گیاه، پراکنش بومی گسترده‌ای از ماکرونزی در غرب، اروپا تا هیمالای غربی و از شمال آفریقا تا شبه‌جزیرهٔ عربستان دارد. این گونه نخستین بار توسط کارل لینه در سال ۱۷۵۳ توصیف شد.

کرفس: یک سبزی پرخاصیت
کرفس یکی از سبزیجات محبوب و مغذی است که در بسیاری از غذاها و سالادها استفاده می‌شود. این سبزی نه تنها طعم خوبی دارد، بلکه خواص درمانی زیادی نیز دارد.
خواص کرفس
کرفس سرشار از ویتامین‌ها و مواد معدنی است. این سبزی حاوی ویتامین K، ویتامین C، پتاسیم و فیبر است. برخی از خواص کرفس عبارتند از:
- کاهش فشار خون: کرفس به دلیل داشتن ترکیبات خاص می‌تواند به کاهش فشار خون کمک کند.
- بهبود هضم: فیبر موجود در کرفس به بهبود عملکرد دستگاه گوارش کمک می‌کند.
- ضد التهاب: کرفس دارای خواص ضد التهابی است که می‌تواند به کاهش التهاب در بدن کمک کند.
نحوه استفاده از کرفس
کرفس را می‌توان به صورت خام در سالادها، آب‌میوه‌ها و اسموتی‌ها استفاده کرد. همچنین می‌توان آن را در پخت غذاهای مختلف مانند سوپ‌ها و خورشت‌ها اضافه کرد. برای حفظ خواص کرفس، بهتر است آن را به مدت طولانی نپزید.
کرفس در رژیم غذایی
کرفس به عنوان یک ماده کم کالری، گزینه‌ای عالی برای افرادی است که به دنبال کاهش وزن هستند. این سبزی می‌تواند به عنوان یک میان‌وعده سالم و سیرکننده مصرف شود. همچنین، کرفس می‌تواند به عنوان یک منبع خوب از آنتی‌اکسیدان‌ها در رژیم غذایی گنجانده شود.
تاریخچه کرفس
کرفس از زمان‌های قدیم در مصر و یونان مورد استفاده قرار می‌گرفته است. در گذشته، این سبزی به عنوان یک گیاه دارویی شناخته می‌شد و برای درمان بیماری‌های مختلف استفاده می‌شد. با گذشت زمان، کرفس به یکی از سبزیجات محبوب در سراسر جهان تبدیل شد.
نکات پرورش کرفس
برای پرورش کرفس، نیاز به خاکی با زهکشی خوب و نور کافی است. کرفس به آب زیادی نیاز دارد، بنابراین باید به آبیاری منظم توجه کرد. همچنین، کرفس را می‌توان در باغچه یا گلدان‌های بزرگ پرورش داد. 
در نهایت، کرفس نه تنها یک سبزی خوشمزه است، بلکه با خواص بی‌نظیرش می‌تواند به بهبود سلامت شما کمک کند. پس حتماً این سبزی را به رژیم غذایی خود اضافه کنید!

## گیاه‌شناسی
کرفس یک گیاه دوسالهٔ تنومند است که تنها در سال دوم خود گُل و دانه تولید می‌کند. این گیاه، تا ۱ متر (۳ فوت) رشد می‌کند. ساقه‌های آن توپر با شیارهایی در سطح (سولکات) است. گل‌ها به‌صورت چتری با دمگل‌های کوتاه هستند. گل‌ها به رنگ کرمی مایل به سفید هستند و اندازهٔ آن‌ها ۲ تا ۳ میلیمتر است. میوه‌ها بیضی‌شکل تا کروی بوده و ۱٫۵–۲ میلیمتر (۰٫۰۵۹–۰٫۰۷۹ اینچ) طول و عرض دارند.

## کاربردها
ارقام وحشی کرفس در گذشته برای خواص پزشکی و به‌عنوان چاشنی توسط مصریان باستان، یونانیان و رومیان و همچنین در چین استفاده می‌شد. کرفس به‌عنوان یک سبزی به‌ویژه در ایتالیا از سدهٔ شانزدهم رواج یافت. اکنون برگ‌ها و ساقهٔ گیاه کرفس مورد استفادهٔ خوراکی قرار می‌گیرد.

## خواص درمانی کرفس
- کرفس به علت داشتن فیبر، آب زیاد و آنتی‌اکسیدان‌ها در کاهش وزن و لاغری مؤثر است.
- یکی از خواص کرفس ادرارآور بودن آن است که به دفع سموم بدن کمک می‌کند.
- کرفس متابولیسم بدن را بالا می‌برد و در چربی‌سوزی مؤثر است.
- کرفس به علت داشتن کلسیم، منیزیم، ویتامین کا، ترکیبات ضدالتهابی و فولات برای سلامت و رشد و ترمیم بافت‌های استخوانی مفید است.
- مصرف کرفس به کاهش دردهای استخوانی و پیشگیری از پوکی‌استخوان کمک می‌کند.
- وجود ترکیبات فعال مثل فلاونوئیدها، کومارین‌ها و مواد معدنی در کرفس موجب شده است که اثرات ضدالتهابی و ادرارآوری داشته باشد که این ویژگی برای تأمین سلامت کلیه‌ها مفید است.
- کرفس قند خون را به‌آرامی بالا می‌برد و جلوی کاهش ناگهانی آن را می‌گیرد. [۳]